# Министерство окружающей среды Канады
Министерство окружающей среды Канады отвечает за координацию природоохранной политики и программ по сохранению и развитию природной среды и возобновляемых ресурсов:
- сохранение и улучшение качества окружающей природной среды, включая качество воды, воздуха и почвы
- возобновляемых ресурсов, в том числе перелетных птиц и другой не-бытовой флоры и фауны
- воды
- метеорология

Министерство также обеспечивает очистку опасных отходов и разливов нефти, за которые правительство несет ответственность, и оказывать техническую помощь в других юрисдикциях, это касается и частного сектора, по мере необходимости. Отдел также отвечает за международные экологические проблемы (например, проблема загрязнения воздуха Канада-США).
В соответствии с Конституцией Канады, ответственность за управление окружающей средой в Канаде разделена между федеральным правительством и провинциальными/территориальными органами власти. Например, провинциальные правительства несут главную ответственность за управление ресурсами в том числе за поддержание предельно-допустимой нормы промышленных выбросов (например, в воздух). Федеральное правительство отвечает за управление использованием токсичных веществ в стране (например, бензол). 

## Иерархия
- Министр
  - Заместитель министра
  - Старший помощник заместителя министра
    - Помощник заместителя министра
      - Генеральный директор
        - Директор
          - Менеджеры
            - Персонал